# Aquadulciospora
Aquadulciospora — рід грибів родини Hyponectriaceae. Назва вперше опублікована 2001 року.

## Класифікація
До роду Aquadulciospora відносять 1 вид:
- Aquadulciospora rhomboidia